# 小叶阴地蕨
小叶阴地蕨（学名：Botrychium parvum）为阴地蕨科阴地蕨属下的一个种。

## 扩展阅读
- 維基物種上的相關：小叶阴地蕨